# VfB Mödling
VfB Mödling was een Oostenrijkse voetbalclub uit Mödling, Neder-Oostenrijk. De club werd in 1911 opgericht en speelde vijf seizoenen in de hoogste klasse. Na degradatie in 1997 fuseerde de club met Admira/Wacker en werd zo VfB Admira Wacker Mödling.

## Geschiedenis

### 1911-1948: Oprichting en Landesliga
De club werd opgericht op initiatief van Franz Zimmermann, die bij de Wiener Sport-Club gespeeld had. Hij wilde ook in zijn thuisstad een voetbalclub hebben en deed dit door middel van plakkaten en artikels in de krant. Op 17 juni 1911 werd dan SV Mödling boven het doopvont gehouden. Clubkleuren werden rood-wit.
In 1912 nam de club het terrein aan de Königswiese in gebruik en schreef zich ook in voor het provinciekampioenschap van Niederösterreich van 1912/13. SV werd vicekampioen in de groep Zuid achter Germania Schwechat. Reeds voor de Eerste Wereldoorlog speelde de club ook vriendschappelijke wedstrijden tegen grote clubs uit Wenen zoals Rapid, Amateure, WAC, WAF en Rudolfshügel. In 1923 verhuisde de club naar het nieuwgebouwde Stadion der Stadt Mödling. De grootste successen in de regionale liga bereikte de club in 1928 en 1948 toen de titel gewonnen werd.

### 1949-1997: Bundesliga en fusie
Na de titel in de Landesliga promoveerde de club naar de Staatsliga B (tweede klasse) intussen onder de naam VfB Union Mödling. In 1951/52 werd de club kampioen, net voor Grazer SC en promoveerde zo voor het eerst naar de hoogste klasse. Na één seizoen degradeerde de club echter terug. De degradatiestrijd was echter spannend, op het einde van het seizoen eindigden vier clubs met 19 punten, Mödling, Linzer ASK, Sturm Graz en FC Wien, door het slechtere doelsaldo moest Modling degraderen. Er braken turbulente tijden aan voor de club en vele leden gingen weg. Het volgende seizoen degradeerde de club ook uit de tweede klasse.
Pas in de jaren tachtig liet de club opnieuw van zich horen. Hans-Werner Weiss had de club in 1978 overgenomen en leidde de club in enkele jaren van de onderste naar de hoogste regionen van het voetbal. In 1986 promoveerde VfB Mödling terug naar de hoogste klasse en kon dit jaar twee seizoenen volhouden. In 1992 promoveerde de club weer en werd in 1994 zesde. Het volgende seizoen degradeerde de club weer. In 1997 werd de club 13de op 16 en fuseerde de club met SCN Admira/Wacker die dat jaar laatste was geworden in de eerste klasse en in financiële nood zat.

## Erelijst
Kampioen Niederösterreich
1928, 1948

## Bekende spelers
| - Zoran Barisic - Premysl Bicovsky - Michael Binder - Carsten Bjerregaard - Franz Blizenec - Karl Brauneder - Damir Canadi - Josef Degeorgi - Fritz Drazan - Herbert Gager - Wolfgang Gramann - Michael Gruber - Peter Guggi - Josef Heiling | - Georg Heu - Walter Knaller - Stephan Marasek - Ernst Mader - Gerald Messlender - Janusz Nawrocki - Gerald Nikischer - Marcel Oerlemans - Eric Orie - Marek Ostrowksi - Volker Piesczek - Andreas Poiger - Oliver Prudlo - Franz Resch | - Alfred Riedl - Ryszard Robakiewicz - Alfred Roscher - Andreas Rühmkorf - Fred Schaub - Arnold Schwellensattl - Horst Steiger - Günther Vidreis - Manfred Wachter - Erich Weidenauer - Hannes Weninger - Peter Wurz - Gernot Zirngast - Michael Zisser |